# Julia Matijass
Julia Matijass –en ruso, Юлия Матияс– (Liubino, 22 de septiembre de 1973) es una deportista alemana, de origen ruso, que compitió en judo.
Participó en los Juegos Olímpicos de Atenas 2004, obteniendo una medalla de bronce en la categoría de –48 kg. Ganó una medalla de bronce en el Campeonato Europeo de Judo de 2000.

## Palmarés internacional
| Juegos Olímpicos   | Juegos Olímpicos    | Juegos Olímpicos  | Juegos Olímpicos |
| Año                | Lugar               | Medalla           | Categoría        |
| ------------------ | ------------------- | ----------------- | ---------------- |
| 2004               | Atenas (Grecia)     | Medalla de bronce | –48 kg           |
| Campeonato Europeo |                     |                   |                  |
| Año                | Lugar               | Medalla           | Categoría        |
| 2000               | Breslavia (Polonia) | Medalla de bronce | –48 kg           |